# Rostojávri
Rostojávri (auch Rostujávri, schwedisch Råstojaure) in Nordskandinavien ist ein 34,24 km² großer See auf der norwegisch-schwedischen Grenze, genauer des Fylke Troms in Norwegen zur historischen Provinz Lappland in Schweden.

## Geographie, Daten und Abfluss
Der norwegische Seeteil (3,67 km²) liegt auf dem Gebiet der Kommune Målselv im Fylke Troms und grenzt im Süden an den Øvre-Dividal-Nationalpark. Der bedeutend größere schwedische (30,57 km²) Teil befindet sich im Gemeindegebiet von Kiruna in Norrbottens län in der historischen Provinz Lappland. Der See ist etwa 16 km lang und 4 km breit. Seine Wasseroberfläche liegt auf etwa 680 m Höhe.
Der See hat zwei Abflüsse und bildet damit eine Seebifurkation. Etwa 55 % des Wasserabflusses verläuft nach Nordwesten (Norwegen) in die Råstaelva, ein indirekter Zufluss der Målselva, und schließlich ins Europäische Nordmeer. Der Rest fließt nach Südosten (Schweden) über Råstätno in die Lainioälven, ein Zufluss der Torneälv, und schließlich in die Bottnische Bucht der Ostsee.

## Angeln und Tierwelt
Der See ist neben anderen befischbar auf Wandersaibling und Äschen. In dem weglosen Gebiet gibt es noch Rentierhaltung.

## Geschichte und Namensherkunft
Der See wird erstmals im Jahr 1559 als Råsta Tresk erwähnt. Die heutige Schreibweise setzt sich aus der nicht herleitbaren Vorsilbe Rosto-, die auch in anderen Namen im Fjäll vorkommt, und dem nordsamischen jávri für See zusammen.